# 台州路橋空港
台州路橋空港（だいしゅうろきょうくうこう）は中華人民共和国浙江省台州市路橋区に位置する国際空港で市の中心地から20km離れた場所にある。

## 概要
1987年に建設された空港は、2008年12月22日まで黄岩路橋空港という名称であった。

## 就航航空会社
- 中国国際航空
- 深圳航空
- 昆明航空
- 中国東方航空
- 成都航空